# Notker Wolf

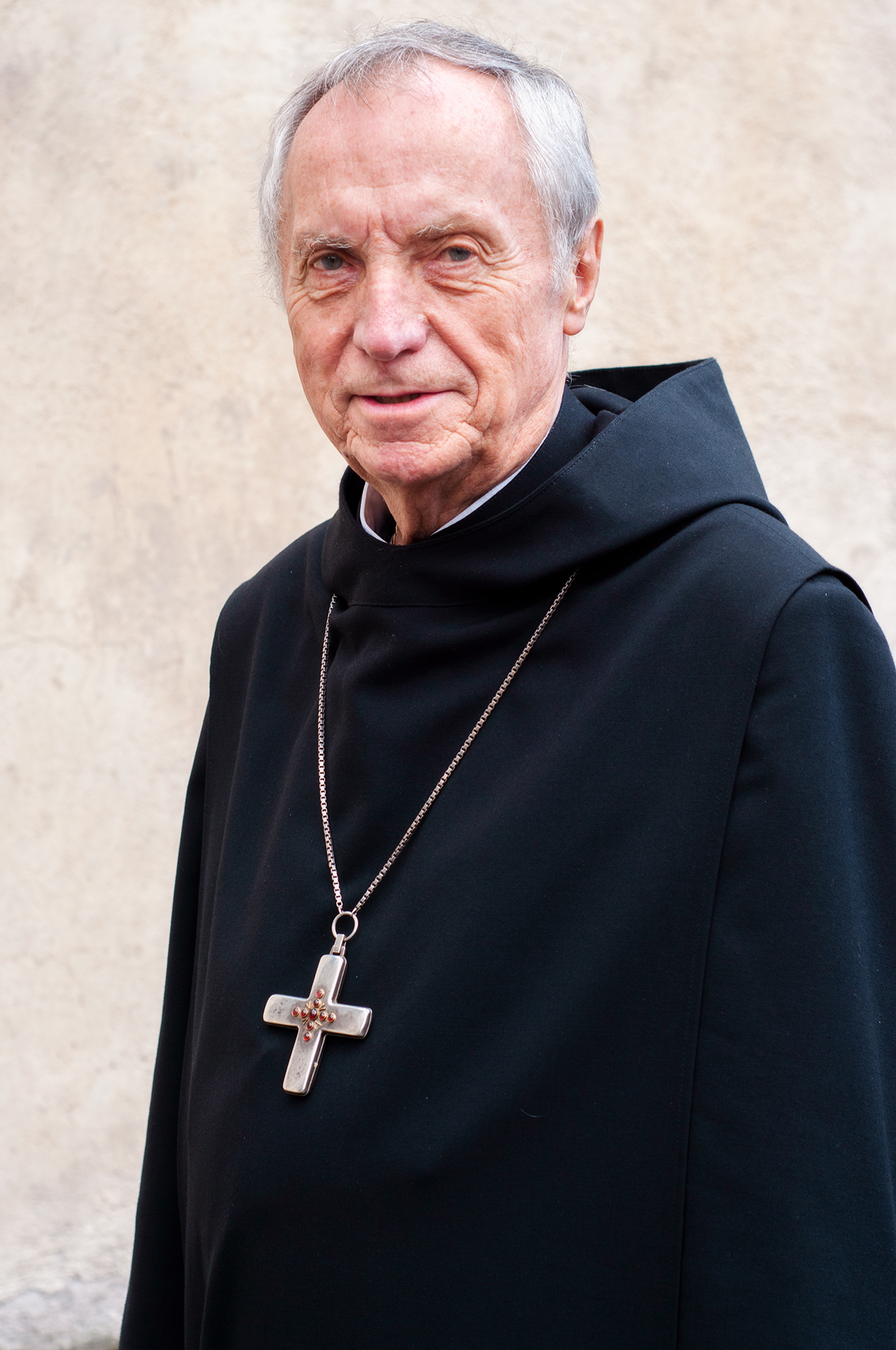
Notker Wolf (2016)

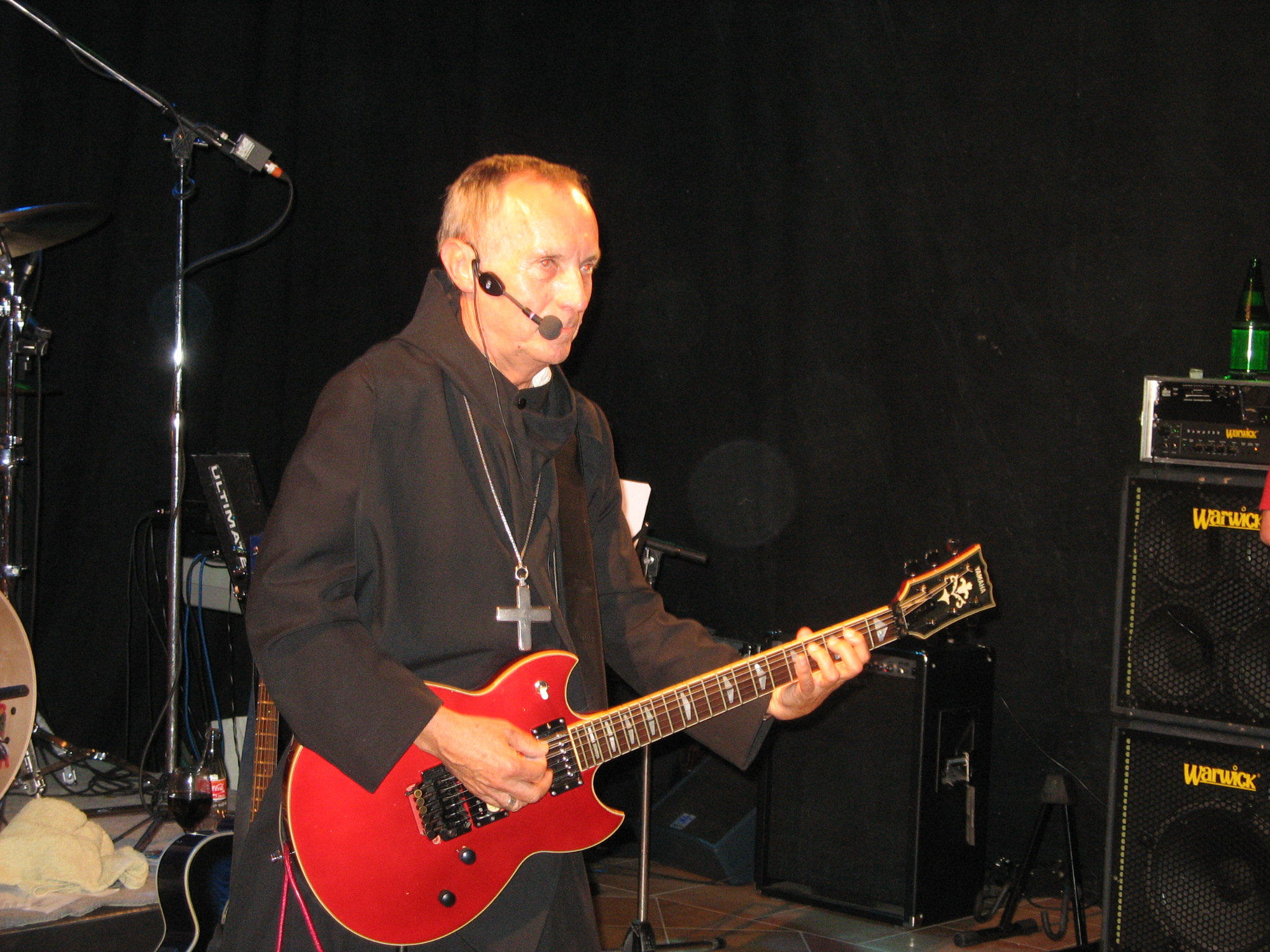
Notker Wolf an der E-Gitarre

Notker Wolf OSB (* 21. Juni 1940 in Grönenbach als Werner Wolf; † 2. April 2024 in Frankfurt am Main) war ein deutscher Benediktinermönch und 9. Abtprimas der Benediktinischen Konföderation.

## Leben

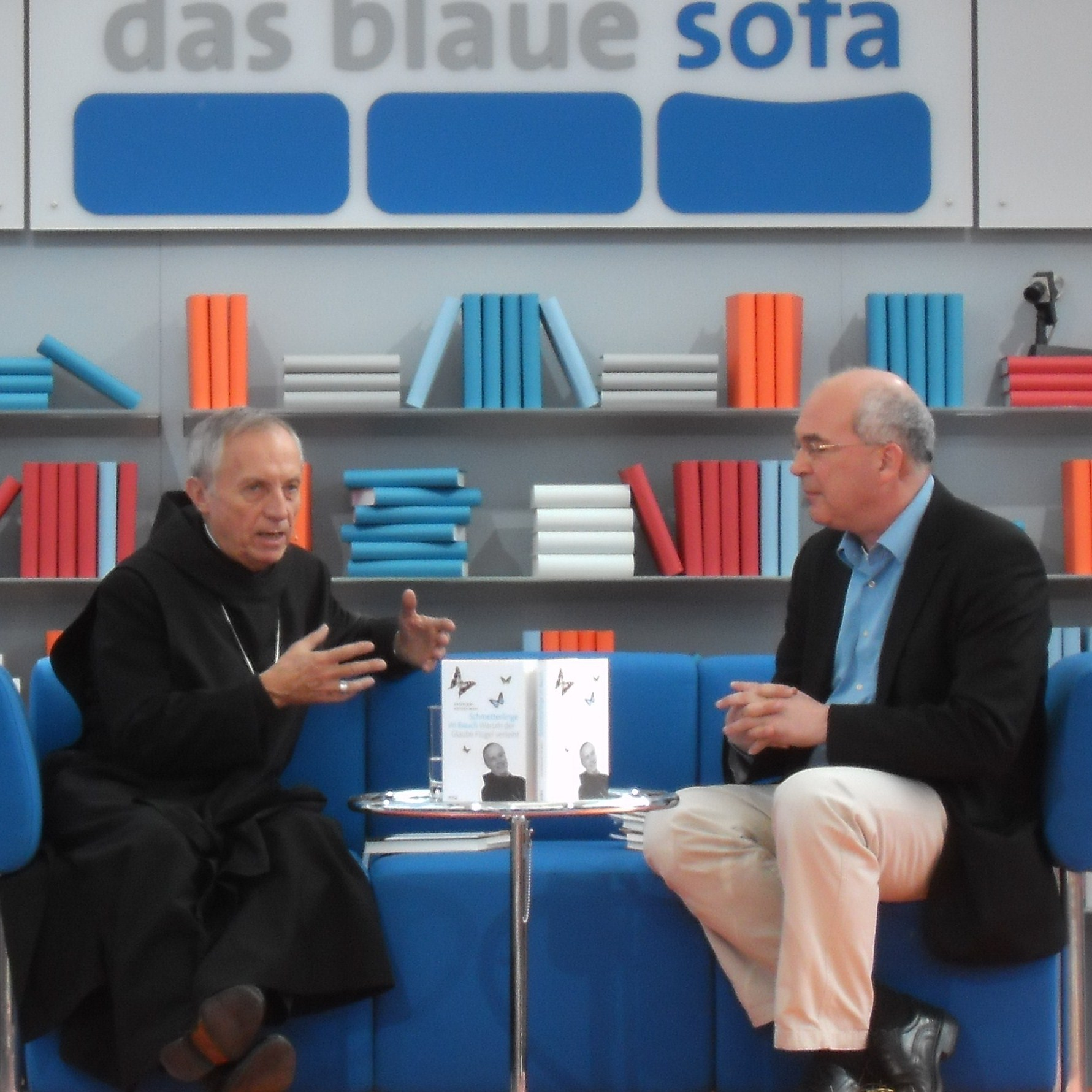
Notker Wolf auf der Leipziger Buchmesse am 19. März 2011

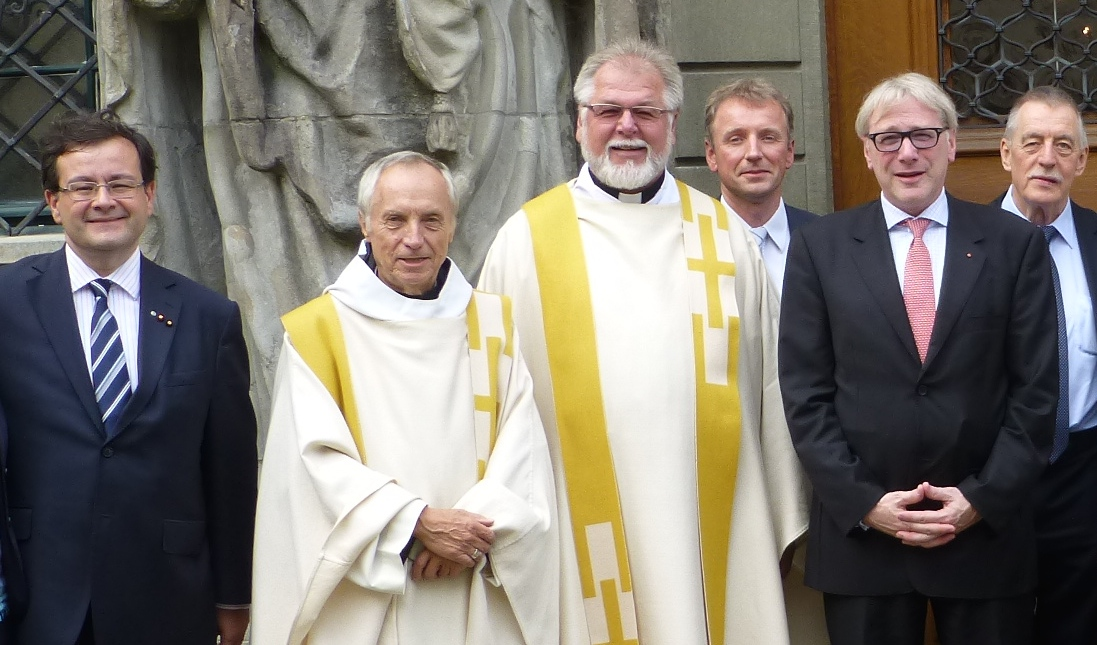
Treffen der Bruderschaft von Santa Maria dell’Anima (Animabruderschaft) in St. Gallen mit (ehem.) Rektor Franz Xaver Brandmayr und Abtprimas Notker Wolf OSB (2014)

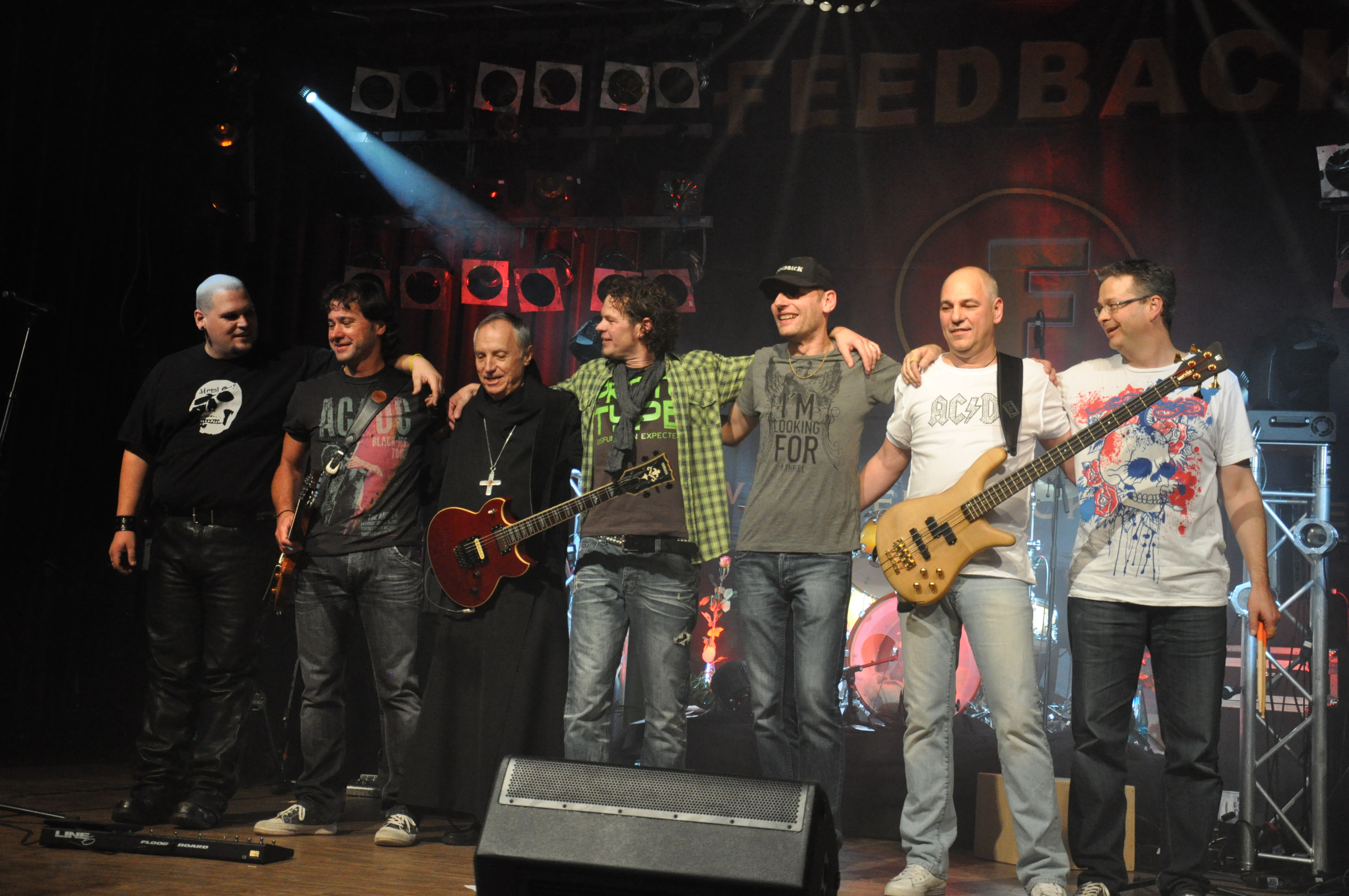
Notker Wolf mit seiner Band Feedback (2011)

Werner Wolf wurde am 21. Juni 1940 als erster Sohn des Schneiders Josef Wolf und dessen Frau Katharina, geb. Haas, geboren. Er wollte als Schüler Missionar werden und trat nach der Schulzeit an der Oberrealschule Memmingen (heute Bernhard-Strigel-Gymnasium) und am Rhabanus-Maurus-Gymnasium St. Ottilien nach dem Abitur 1961 in das Benediktinerkloster Sankt Ottilien ein. Dort erhielt er den Ordensnamen Notker, welcher sich auf Notker I. von St. Gallen bezieht, ein großer Lehrer und vielseitiger Kulturmensch, sowohl als Komponist als auch als Leiter des Skriptoriums und der Bibliothek. Nach seiner Profess 1962 studierte er Philosophie an der Benediktinerhochschule Sant’Anselmo in Rom. 1965 wechselte er an die Ludwig-Maximilians-Universität München und studierte Theologie, Philosophie sowie Zoologie, Anorganische Chemie und Astronomiegeschichte. 1968 empfing er die Priesterweihe. 1971 erhielt er einen Ruf auf die Professur für Naturphilosophie und Wissenschaftstheorie an die Päpstliche Hochschule Sant’Anselmo in Rom. 1974 wurde er mit der Arbeit Das zyklische Weltmodell der Stoa zum Dr. phil. promoviert.
Am 1. Oktober 1977 wurde er als Nachfolger von Viktor Josef Dammertz zum fünften Erzabt der Erzabtei St. Ottilien gewählt und damit Abtpräses der Kongregation der Missionsbenediktiner. 1982 belebte er das Priorat Jakobsberg bei Ockenheim durch Neubau wieder. In China erreichte er den Bau eines 500-Betten-Krankenhauses, in Nordkorea eines mit 200 Betten. Unter ihm entstanden Neugründungen auf den Philippinen, in Indien, Uganda und Togo. Er war sehr im interreligiösen Dialog engagiert.
Am 7. September 2000 wurde er zum neunten Abtprimas und damit zum obersten Repräsentanten der Benediktiner gewählt. Am 25. September 2008 bestätigte ihn der Äbtekongress der benediktinischen Konföderation für weitere vier Jahre in seinem Amt als Abtprimas. Am 21. September 2012 bestätigte der Äbtekongress ihn erneut für vier Jahre; er war damit der zweitälteste amtierende Abtprimas. Als Abtprimas war er weltweiter Sprecher des ältesten Ordens der Christenheit mit 7.500 Mönchen und 16.500 Ordensfrauen. Während seiner Amtszeit als Abtprimas vom 7. September 2000 bis zum 10. September 2016 war er zugleich Großkanzler der Päpstlichen Hochschule Sant’Anselmo in Rom.
Nach seiner Emeritierung 2016 kehrte er in sein Kloster, die Erzabtei Sankt Ottilien, zurück. Notker Wolf starb am 2. April 2024 im Alter von 83 Jahren an den Folgen eines  Herzinfarktes im Flughafenhotel von Frankfurt am Main auf der Rückreise aus Italien nach St. Ottilien; vorher hatte er eine Pilgerreise auf den Spuren des heiligen Benedikt in Italien begleitet, war aber wegen Unwohlseins vorzeitig abgereist. Das von Erzabt Wolfgang Öxler zelebrierte Pontifikalrequiem für Notker Wolf und seine Beerdigung fanden unter anderem in Anwesenheit des Abtprimas Gregory Polan, zahlreicher Äbte und Ordensleute sowie Mitgliedern des Adelshauses Wittelsbach am 6. April 2024 in St. Ottilien statt.

## Wirken
Notker Wolf trat in der Öffentlichkeit mit entschiedenen politischen Meinungen auf. Im Sommer 2007 erschien er in einer Anzeige der Lobbyorganisation Initiative Neue Soziale Marktwirtschaft. Er plädierte für mehr Eigenverantwortung des Einzelnen sowie für Kürzungen beim Arbeitslosengeld II, falls eine zumutbare Arbeit nicht angenommen wird. Andererseits trat er auch unverantwortlichem Management und Profitmaximierung entgegen.
Notker Wolf war in Deutschland auch dafür bekannt, dass er als hoher Amtsträger der katholischen Kirche von seiner Liebe zur Rockmusik nicht gelassen hatte und gelegentlich zusammen mit der Band Feedback auf Konzerten auftrat, bei denen er E-Gitarre und vor allem Querflöte spielte. Die Band orientierte sich musikalisch an den Rolling Stones und spielte neben Eigenkompositionen auch Coverversionen, unter anderem von Deep Purple, Led Zeppelin und Jethro Tull. Am 3. August 2008 stand der Abtprimas mit seiner Band als Vorgruppe von Deep Purple auf dem Meierhof im Kloster Benediktbeuern auf der Bühne und spielte mit Deep Purple Smoke on the Water.
In der Frage der Begnadigung terroristischer Mörder erinnerte Abt Notker an die eigentliche Bedeutung des Wortes Gnade. Gnade bedeutete für ihn „die Gewährung einer Sache, die ich nicht verdient habe. Deshalb ist sie nicht an Bedingungen geknüpft. Gnade ist vom Ursprungsgedanken her ein Akt des Souveräns – das war früher beim König oder beim Kaiser so, auch in der Kirche gibt es viele solche Gnadenerweise. Das heißt, ich habe keinen Anspruch darauf. Ich kann aber eine Gnade sogar dann erteilen, wenn ein anderer nicht mal um Verzeihung bittet, was im Fall dieser Mörder offenbar vorliegt. Aber Gnade ist, wie Gott auf den Menschen unverdienter Maßen zugegangen ist. Das bedeutet eigentlich Gnade.“
Wolf verdiente mit Büchern über Spiritualität und Lebensführung sowie mit Seminaren für Unternehmern viel Geld, das der Klostergemeinschaft zugutekam.

### Weitere Ämter
Wolf war Aufsichtsratsmitglied und Vorsitzender der internationalen benediktinischen Gremien L’Alliance Inter Monastères und Dialogue Interreligieux Monastique sowie der China-Kommission des Ordens. Er gehörte der Europäischen Akademie der Wissenschaften und Künste an und war Erster Vorsitzender des Katholischen Instituts für missionstheologische Grundlagenforschung in München. Außerdem saß er im Unternehmerbeirat der Gothaer, bei der alle deutschen Benediktiner lebensversichert sind.

## Diskografie
- Notker Wolf und Feedback: Rock My Soul. Rock-Audio-CD. point music, April 2003.
- Notker Wolf und Feedback: No Lies. Rock-Audio-CD. Transformer (Membran), April 2012.
- Notker Wolf und Inka Stampfl: Weiherserenade. Französische Kammermusik aus drei Jahrhunderten. Audio-CD. EOS-Verlag, St. Ottilien 2008, ISBN 978-3-8306-4040-0.
- Notker Wolf, Birke Falkenroth, Henrik Mumm: Notker Wolf plays Bach. Herder, Freiburg im Breisgau 06/2011, ISBN 978-3-451-31706-4, DNB 1013790731: Audio-CD: OCLC 1184444452; Buch: OCLC 958036122.

## Schriften
- mit Johanna Domek: Freisein für Gott. Einübung in die Geistliche Lesung (= Bonifatius Kontur. 2803). Hrsg. von Johanna Domek. Bonifatius-Druckerei, Paderborn 2004, ISBN 3-89710-280-3.
- Worauf warten wir? Ketzerische Gedanken zu Deutschland. Mit Leo G. Linder. Rowohlt-Taschenbuch-Verlag, Reinbek bei Hamburg 2006, ISBN 3-499-62094-4.
- mit Enrica Rosanna: Die Kunst, Menschen zu führen. Mit Leo G. Linder. Rowohlt, Reinbek 2007, ISBN 978-3-499-62256-4.
- Die Botschaft Benedikts. Die Weisheit seiner Äbte und Äbtissinnen. Vier Türme, Münsterschwarzach 2008, ISBN 978-3-89680-350-4.
- Aus heiterem Himmel. Einfälle und Eingebungen für das Leben hier unten (= rororo. 62325; rororo-Sachbuch). Rowohlt-Taschenbuch-Verlag, Reinbek bei Hamburg 2008, ISBN 978-3-499-62325-7.
- mit Corinna Mühlstedt: Im Schatten des großen Drachen. Begegnungen mit Chinas Christen. Kreuz-Verlag, Stuttgart 2008, ISBN 978-3-7831-3164-2.
- mit Matthias Drobinski: Regeln zum Leben. Die Zehn Gebote – Provokation und Orientierung für heute (= Herder-Spektrum. 3017). Herder, Freiburg im Breisgau 2008, ISBN 978-3-451-03017-8.
- Wie mit neuen Augen. Weg-Begleiter für Pilger. Mit Audio-CD. Butzon & Bercker, Kevelaer 2008, ISBN 978-3-7666-0968-7.
- Gott segne Sie! Neue Einfälle für das Leben hier unten. Rowohlt, 02/2009, ISBN 978-3-499-62460-5.
- Von den Mönchen lernen. Pattloch, 04/2009, ISBN 978-3-629-02179-3.
- Gönn dir Zeit. Es ist dein Leben. Herder, Freiburg im Breisgau 04/2009, ISBN 978-3-451-30187-2.
- Notker Wolf: Wohin pilgern wir? Alte Wege und neue Ziele. Rowohlt, 09/2009, ISBN 978-3-498-07366-4.
- mit Corinna Mühlstedt: Mitten im Leben wird Gott geboren. Herder, Freiburg im Breisgau 09/2010, ISBN 978-3-451-32329-4.
- Alles Gute kommt von Oben. Kleine Wahrheiten für zwischendurch. Rowohlt, 11/2010, ISBN 978-3-499-62702-6.
- Die sieben Säulen des Glücks. Herder, Freiburg im Breisgau 01/2011, ISBN 978-3-451-31707-1.
- Schmetterlinge im Bauch. Herder, Freiburg im Breisgau 03/2011, ISBN 978-3-942208-27-7.
- Das kleine Buch der wahren Freiheit. Herder, Freiburg im Breisgau 09/2011, ISBN 978-3-451-31070-6.
- Erfüllte Zeit: Ermutigungen für das Leben. St. Benno Verlag, 12/2011, ISBN 978-3-7462-3064-1.
- mit Alfons Kifmann: JETZT ist die Zeit für den Wandel. Nachhaltig leben, für eine gute Zukunft. Herder, Freiburg im Breisgau 4/2012, ISBN 978-3-451-32454-3.
- Seien Sie unbesorgt! Vorschläge für ein erfülltes Leben. Knaur TB, 08/2012, ISBN 978-3-426-78526-3.
- mit Leo G. Linder: Jesus: Ein Leben. Gütersloher Verlagshaus, 08/2012, ISBN 978-3-579-06578-6.
- Die sieben Säulen des Glücks. Tugenden für das Leben. Herder, Freiburg im Breisgau 2012, ISBN 978-3-451-06399-2.
- Jetzt ist die Zeit für den Wandel. Nachhaltig leben für eine gute Zukunft. Herder, Freiburg im Breisgau 2012, ISBN 978-3-451-32454-3.
- mit Alfons Kifmann: Spiritus loci – vom Geist des Ortes. Ein spirituelles Reisebuch. Schnell & Steiner, Regensburg 2014, ISBN 978-3-7954-2905-8.
- mit Leo G. Linder: Das Böse. Wie unsere Welt aus den Fugen gerät. Gütersloher Verlagshaus, Gütersloh 2014, ISBN 978-3-579-08512-8, urn:nbn:de:101:1-2014110212132.
- mit Leo G. Linder: Altwerden beginnt im Kopf – Jungbleiben auch. adeo-Verlag, 2015, ISBN 978-3-86334-037-7, urn:nbn:de:101:1-2015062814324.
- „Läuft. Pessimisten stehen im Regen. Optimisten duschen unter Wolken.“ adeo-Verlag, 2016, ISBN 978-3-86334-116-9.
- mit Simon Biallowons: Schluss mit der Angst – Deutschland schafft sich nicht ab! Herder, Freiburg im Breisgau 2017, ISBN 978-3-451-37620-7, urn:nbn:de:101:1-201703041187.
- mit Alfons Kifmann: Gute Vorsätze. Beim nächsten Mal wird alles anders. Gütersloher Verlagshaus, Gütersloh 2017, ISBN 978-3-579-08545-6, urn:nbn:de:101:1-2017111912988.
- mit Alfons Kifmann: Das Unmögliche denken, das Mögliche wagen. Visionen für eine bessere Zukunft. Gütersloher Verlagshaus, Gütersloh 2019, ISBN 978-3-579-08548-7, urn:nbn:de:101:1-2019022421043687780690.

## Ehrungen und Auszeichnungen
- Ehrenmitgliedschaft der Studentenverbindung: KSStV Alemannia München im KV
- Ehrenmitgliedschaft der Studentenverbindung: KBStV Rhaetia München
- Bayerischer Verdienstorden
- Verdienstkreuz des Verdienstordens der Bundesrepublik Deutschland
- Großes Verdienstkreuz des Verdienstordens der Bundesrepublik Deutschland (2007)
- Wolfram-Engels-Preis der Stiftung Marktwirtschaft (2007)
- Bayerischer Poetentaler (2007)
- Reinhold-Maier-Medaille der liberalen Reinhold-Maier-Stiftung Baden-Württemberg (2009)
- Benediktpreis von Mönchengladbach: Verdienste um das Benediktinische Erbe (2010)
- Ludwig-Erhard-Medaille (2010)[19]
- Ehrenbürgerwürde seiner Heimatgemeinde Bad Grönenbach (17. September 2010)
- Pfeifenraucher des Jahres (2012)